# Есмаел Гонсалвіш
Есмаел Гонсалвіш (порт. Esmaël Gonçalves, нар. 20 січня 1989, Бісау) — португальський футболіст, нападник клубу «Ріу-Аве».

## Ігрова кар'єра
Народився у Гвінеї-Бісау, в трирічному віці разом з батьками перебрався до Португалії, де згодом почав займатися футболом.
У дорослому футболі дебютував 2007 року у складі «Боавішти». 2008 року перейшов до французького клубу «Ніцца», де протягом двох років грав за другу команду, а з 2010 почав залучатися до ігор основної команди.
2012 року повернувся до Португалії, уклавши контракт з клубом «Ріу-Аве». Протягом першого сезону в новій команді відіграв у її складі лише 6 матчів, тож 2013 року був відданий в оренду спочатку до шотландського «Сент-Міррена», а згодом до кіпрського клубу АПОЕЛ. Першу половину 2014 року провів у Греції, де також на умовах оренди грав за «Верію».
Влітку 2014 повернувся до «Ріу-Аве».

## Досягнення
- Володар Кубка шотландської ліги: 2012-13
- Володар Суперкубка Кіпру: 2013